# Đường biển từ châu Âu đến Ấn Độ

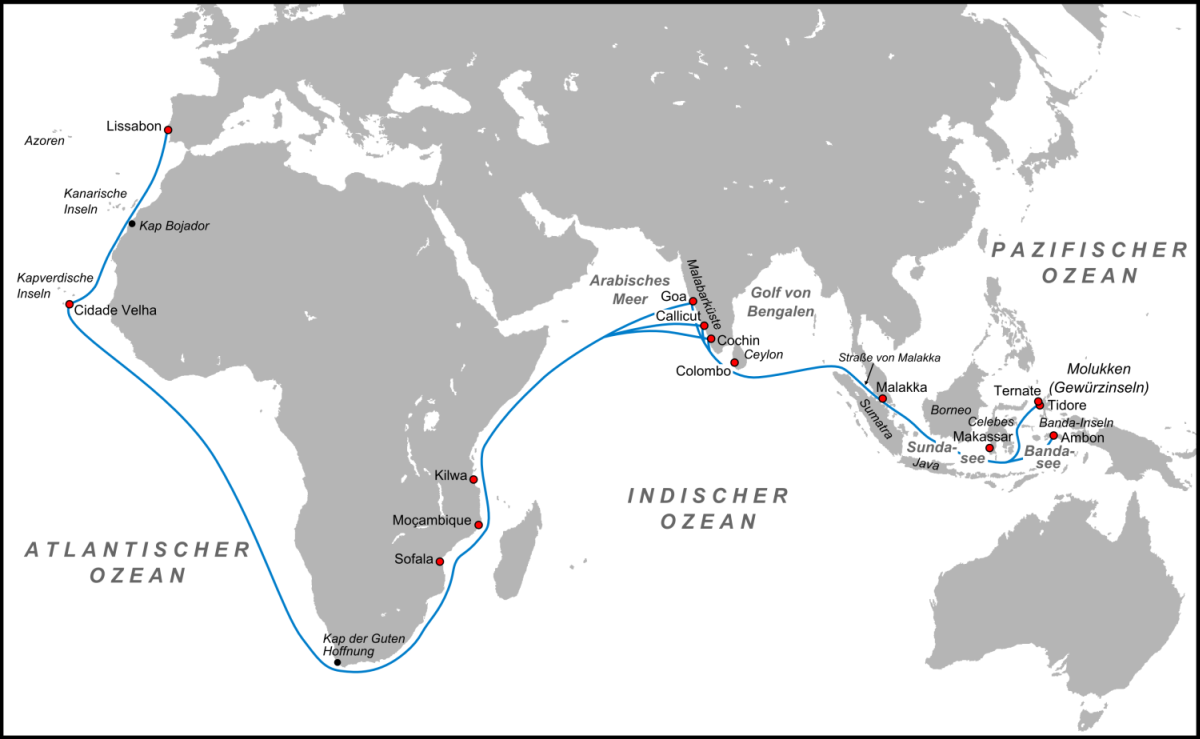
Đường gia vị trong thế kỷ 15 và 16

Đường biển từ châu Âu đến Ấn Độ từ châu Âu chạy quanh châu Phi tới Tiểu lục địa Ấn Độ và tới quần đảo gia vị (Quần đảo Maluku) ở Đông Nam Á, vì vậy cũng còn được gọi là Đường gia vị. Nó được khám phá ra vào cuối thế kỷ 15, đầu thế kỷ 16 bởi các nhà mạo hiểm người Bồ Đào Nha. Nó là tuyến thương mại mới bên cạnh những tuyến đường từ trước tới giờ, như những đường biển ở Ấn Độ Dương, Biển Đỏ, Địa Trung Hải cũng như những tuyến đường bộ của các đoàn lữ hành xuyên Á, mà bị kiểm soát bởi vua chúa Hồi giáo. Việc hình thành tuyến đường gia vị đã tạo cho các quốc gia Kitô ở châu Âu điều kiện buôn bán trực tiếp với châu Á và như vậy có lời nhiều hơn, đưa tới việc châu Âu thi đua bành trướng thuộc địa trong những thế kỷ sau đó.